# Chase Aircraft Company
A Chase Aircraft Company, fundada em 1943, foi um fabricante de aviões dos Estados Unidos, construindo inicialmente planadores de assalto e aeronaves de transporte militar. Faltando espaço para uma expansão, a companhia foi comprada por Henry J. Kaiser em 1951. Os planos para produzir o C-123 para a Força Aérea dos Estados Unidos entrou em colapso em meio a um escândalo e a companhia foi encerrada em 1953. Sua sucessora, a Stroukoff Aircraft, continou o trabalho experimental por vários anos antes de encerrar suas operações em 1959.

## Primeiros produtos
Fundada em Nova Iorque em 1943 por Michael Stroukoff, um imigrante russo, como presidente e engenheiro chefe, a primeira aeronave da Chase foi o planador de assalto XCG-14, produzido para as Forças Aéreas do Exército dos Estados Unidos, voando pela primeira vez em Janeiro de 1945. O desenvolvimento de versões melhores e maiores da aeronave continuaram nos dois anos seguintes, com a empresa se mudando para Trenton (Nova Jérsei) em 1946, antes do XCG-14 ser substituído pelo XG-18, uma aeronave ainda maior e mais pesada que foi o primeiro planador de transporte do mundo construído inteiramente de metal.

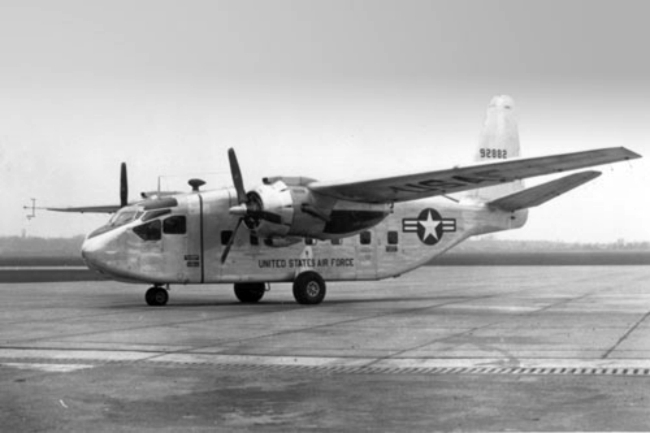
Chase YC-122

No ano de 1949, a Força Aérea dos Estados Unidos determinou que o planador não seria mais uma arma viável no campo de batalha, com o XG-18 sendo modificado e equipado com um par de motores radiais. Redesignado como YC-122 Avitruc, três protótipos e uma aeronave de pré-produção foram construídas e apesar de avaliações favoráveis, a Força Aérea tinha reconsiderado seu requerimento para aeronaves de transporte e decidiu não prosseguir com a produção do modelo. Um YC-122, entretanto, seria posteriormente modificado no Hiller X-18, uma aeronave VTOL experimental.

## XG-20 e o primeiro jato de transporte
Enquanto isso, um terceiro, ainda maior planador de assalto havia sido projetado por Stroukoff, o XG-20, o maior planador já construído nos Estados Unidos e também o último planador de combate construído para as Forças Armadas dos Estados Unidos. Na época que o XG-20 estava pronto para ser testado em voo, os planadores foram declarados obsoletos para a guerra, fazendo com que as duas aeronaves fossem modificadas. O primeiro protótipo do XG-20 foi equipado com motores radiais de um modelo maior e mais potente do que o instalado no YC-122, sendo redesignado XC-123.
O segundo protótipo do XG-20, após uma aparição pública no início da década de 1950 na Pope Air Force Base durante um exercício militar, foi modificado de forma ainda mais radical, sendo equipado com dois pilones de bombardeiro contendo motores turbojato J47, voando no início de 1951 como XC-123A, o primeiro avião de transporte a jato dos Estados Unidos.

## Kaiser e o escândalo

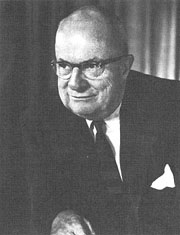
Henry J. Kaiser

Enquanto que o XC-123A provou não ser factível para produção, o XC-123 havia impressionado a Força Aérea, que fez um pedido de cinco aeronaves de pré-produção, desginadas C-123B. O prospecto de grandes pedidos, entretanto, levantou uma preocupação quanto a capacidade da fábrica produzir grandes números de aeronaves. Assim sendo, em 1951, 49 por cento da empresa foi adquirida por Kaiser-Frazer, que recebeu um contrato de 300 C-123B a serem construídos na fábrica de Kaiser, Willow Run em Ann Arbor, Michigan. A Chase se tornou uma engenharia para a empresa de Kaiser, com Stroukoff permanecendo na fábrica como engenheiro chefe.
Entretanto, ainda quando as primeiras oito aeronaves estavam sendo construídas por Kaiser, o Senado dos Estados Unidos estava conduzindo uma série de audiências sobre a companhia, haviam preocupações quanto ao trabalho subcontratado que a Kaiser-Frazer estava fazendo para a Fairchild Aircraft. Kaiser recebeu um contrato anterior como uma segunda fonte para a construção do avião Fairchild C-119, e a aeronave produzida por Kaiser estava ficando muito mais caras do que as produzidas pela Fairchild.
O resultado das audiências foi o cancelamento dos contratos de Kaiser tanto para o C-119 como para o C-123 em Junho de 1953, apesar da Força Aérea já ter gasto $30 milhões USD na preparação para produção do C-123, com outros $40 milhões tendo sido reservados para a Chase Aircraft diretamente para produção de peças. O contrato do C-123 foi colocado em um novo leilão, com a Fairchild sendo o vencedor; sob o nome da Fairchild, o C-123 foi largamente produzido e extensamente utilizado na Guerra do Vietnã.

## Dissolução
Kaiser-Frazer, enquanto isto, havia comprado os 51% remanescentes das ações da Chase Aircraft, com a intenção de operar a companhia como uma subsidiária da Willys Motors; a venda foi encerrada em 2 de Setembro de 1953, após o cancelamento dos contratos com a Força Aérea.
Sem o contrato do C-123, a nova aquisição não era considerada um ativo por Kaiser-Frazer, anunciando que a companhia iria encerrar suas operações em 31 de Janeiro de 1954. Stroukoff, entretanto, adquiriu os edifícios e os ativos remanescentes da Chase, iniciando sua própria companhia, a Stroukoff Aircraft, para conduzir versões experimentais futuras do C-123.